# Penisola Eroica
La penisola Eroica è una penisola lunga circa 40 km e completamente coperta dai ghiacci, situata sull'isola di Alessandro I, in Antartide. La penisola, la cui estremità prende il nome di punta Kosar, si trova in particolare sulla costa nord-occidentale della penisola Beethoven, a nord dell'insenatura di Mendelssohn e a sud della piattaforma glaciale Wilkins.

## Storia
La penisola Eroica è stata fotografata dal cielo già durante la spedizione antartica di ricerca svolta nel 1947-48 e comandata da Finn Rønne, ed è stata delineata più dettagliatamente nel 1960 da D. Searle, cartografo del British Antarctic Survey (al tempo ancora chiamato "Falkland Islands Dependencies Survey", FIDS), sulla base di fotografie aeree scattate durante tale spedizione; infine è stata così battezzata dal Comitato britannico per i toponimi antartici in omaggio alla sinfonia n. 3 in mi bemolle maggiore Op. 55, detta Eroica, composta da Ludwig van Beethoven fra il 1802 e 1804.